# Ледвілл-Норт (Колорадо)
Ледвілл-Норт (англ. Leadville North) — переписна місцевість (CDP) в США, в окрузі Лейк штату Колорадо. Населення — 1892 особи (2020).

## Географія
Ледвілл-Норт розташований за координатами 39°15′38″ пн. ш. 106°18′40″ зх. д. / 39.26056° пн. ш. 106.31111° зх. д. (39.260459, -106.311149).  За даними Бюро перепису населення США в 2010 році переписна місцевість мала площу 6,60 км², уся площа — суходіл.

## Демографія
Згідно з переписом 2010 року, у переписній місцевості мешкали 1794 особи в 727 домогосподарствах у складі 492 родин. Густота населення становила 272 особи/км².  Було 872 помешкання (132/км²).
Расовий склад населення:
| - 83,7 % — білих - 1,0 % — корінних американців - 0,7 % — чорних або афроамериканців - 0,2 % — азіатів - 0,1 % — вихідців з тихоокеанських островів - 11,3 % — осіб інших рас |

До двох чи більше рас належало 3,1 %. Частка іспаномовних становила 33,5 % від усіх жителів.
За віковим діапазоном населення розподілялося таким чином: 25,9 % — особи молодші 18 років, 64,7 % — особи у віці 18—64 років, 9,4 % — особи у віці 65 років та старші. Медіана віку мешканця становила 35,5 року. На 100 осіб жіночої статі у переписній місцевості припадало 108,8 чоловіків;  на 100 жінок у віці від 18 років та старших — 106,2 чоловіків також старших 18 років.
Середній дохід на одне домашнє господарство  становив 54 232 долари США (медіана — 60 676), а середній дохід на одну сім'ю — 61 657 доларів (медіана — 70 040). За межею бідності перебувало 9,9 % осіб, у тому числі 0,0 % дітей у віці до 18 років та 8,8 % осіб у віці 65 років та старших.
Цивільне працевлаштоване населення становило 869 осіб. Основні галузі зайнятості: публічна адміністрація — 21,6 %, роздрібна торгівля — 15,2 %, будівництво — 12,7 %, освіта, охорона здоров'я та соціальна допомога — 11,5 %.